# Mercúrio retrógrado

Movimentos geocêntricos dos planetas Mercúrio (☿️), Vênus(♀) e Marte (♂). Os laços indicam movimento retrógrado aparente a partir da Terra.

O termo Mercúrio retrógrado se refere ao movimento retrógrado aparente do planeta Mercúrio do ponto de vista da Terra. A expressão também se refere à crença pseudocientífica, especialmente no contexto da Astrologia, de que esse movimento teria consequências negativas para certas ações executadas enquanto esse movimento acontece.

## Astronomia
Para uma pessoa na Terra, o Sol, a Lua e as constelações vão de leste a oeste, e este é o movimento convencionado como "direto". Entretanto, todos os planetas do Sistema Solar parecem se mover no sentido oposto ao convencional ("retrógrado") em certos períodos. Sendo o planeta mais próximo do Sol, Mercúrio tem uma órbita pequena que ocasiona retrogradações mais frequentes: três a quatro vezes por ano, cada uma durando cerca de três semanas, enquanto os demais planetas  costumam ter apenas um período anual, sendo mais longo quanto mais distante é o planeta. 

## Astrologia
Embora não haja evidências de que o movimento dos corpos celestes afete assuntos humanos, existe na Astrologia a crença de que movimentos retrógrados dos planetas têm consequências negativas para atos que acontecem durante esse movimento. Em particular, Mercúrio é associado com comunicações (Mercúrio era o mensageiro dos deuses na Mitologia greco-romana). A frequência desse evento o torna um bode expiatório ideal para infortúnios relacionados à comunicação. Assim, astrólogos avisam para esperar mal-entendidos e fazem recomendações como não assinar contratos, por exemplo, durante esses períodos.

### História
O suposto significado astrológico de Mercúrio retrógrado mudou ao longo do tempo. Em meados do século XVIII o evento foi observado em almanaques agrícolas britânicos, usados para determinar a melhor época para o plantio. No final do século XIX publicações conectavam a retrogradação de Mercúrio a fortes chuvas e quedas de temperatura. As caracterizações do acontecimento como um mau agouro também apareceram em alguns artigos durante esse período.
Na década de 1970, enquanto outras pseudociências como espiritismo e observação de cristais decaíram, a Astrologia se tornou mais popular, em particular através dos horóscopos em jornais. Em uma edição de abril de 1979, o jornal The Baltimore Sun anunciava: "Não comece nada quando Mercúrio estiver retrógrado", alegando a presença de "tempestades magnéticas" que se intensificariam quando Mercúrio retrocede. Embora tais tempestades aconteçam em todos os planetas do Sistema Solar (com exceção de Vênus e Marte), as de Mercúrio são as mais fracas, e não há indício de que afetem a Terra nem de ligação de sua intensidade com retrogradações. 

A partir de 2009, observou-se um ressurgimento da crença.